# Cornèlia Supera
Cornèlia Supera, en llatí Cornelia Supera, fou una emperadriu romana.
És només coneguda per les monedes, tant romanes com gregues, en les que apareix com Augusta i Cebacht. Només una de les monedes, trobada a Cilícia, porta data, i hauria estat l'esposa de Trebonià Gal o de Marc Emilià, aquest segon el més probable per altres detalls coneguts.